# بنتون (ایندیانا)
بنتون (به انگلیسی: Benton) یک منطقهٔ مسکونی در ایالات متحده آمریکا است که در شهرستان الخارت، ایندیانا واقع شده‌است. بنتون ۲۵۲٫۹۹ متر بالاتر از سطح دریا واقع شده‌است.